# 晚报 (芬兰)
晚报（芬蘭語：Iltalehti，缩写为），是芬兰的一家晚报及线上新闻服务，成立于1980年。晚报的出版商是阿尔玛媒体集团。晚报的责任主编为埃尔娅·于莱耶尔维（Erja Yläjärvi）。
晚报一周发行六次，周一到周六。周六发行的报纸在整个周末出售。
如同其竞争者《晚間新聞》一样，晚报也在报刊零售店出售。2014年时晚报的每天的平均发行量为71,195份，周末的发行量为91,840份。从2012年秋季到2013年春季报纸的读者数量平均为每日496,000位。从发行量上来看，晚报为芬兰排在《晚间新闻》之后的第二大晚间报纸，在所有报纸中排名第四。